# Yéo Kozoloa
Yéo Kozoloa est un cinéaste ivoirien né en 1950 à Tioro dans le département de Korhogo en Côte d'Ivoire, et décédé le 14 septembre 2008 à Abidjan.

## Biographie
Yéo Kozoloa a été formé à l'École Louis Lumière à Paris. Dès 1976, il réalise des courts métrages. Petanqui (1983) et Les Trois bracelets (2000), présenté sous le titre Le Retour des trois bracelets au Fespaco 2001,  restent ses principaux films.  Ce dernier a été jugé jugé immoral et pornographique par la Commission nationale de la censure cinématographique, en fait pour avoir montré un charnier, avant d'être réhabilité par les autorités ivoiriennes. Il reste tout de même interdit aux moins de 18 ans en Côte d'Ivoire.
Yéo Kozoloa est le créateur du Syndicat des professionnels du Cinéma de Côte d’Ivoire (SYNAPROCI) et a organisé du 24 au 26 janvier 2008 la première édition du Festival international du film documentaire publicitaire et industriel de Korhogo (FESTIKO).

## Filmographie
- 1983 : Petanqui
- 2000 : Les Trois bracelets